# Large Binocular Telescope
The Large Binocular Telescope (LBT) är ett optiskt teleskop för astronomi beläget på Mount Graham, 3 300 meter över havet i Pinaleñobergen i sydöstra Arizona, USA. Det är en del av Mount Graham International Observatory. LBT är för närvarande ett av världens mest avancerade optiska teleskop. Med hjälp av två 8,4 m breda speglar, med centra 14,4 m från varandra, har det samma ljusinsamlingsförmåga som ett 11,8 m spegelteleskop och upplösning som motsvarar ett 22,8 m spegelteleskop. Dess speglar är tillsammans det näst största optiska teleskopet i Nordamerika, efter Hobby-Eberly Telescope i västra Texas; Det har också den största icke-segmenterade spegeln i ett optiskt teleskop. LBT har uppnått Strehlförhållanden på 60-90% i det infraröda H-bandet och 95% i det infraröda M-bandet.

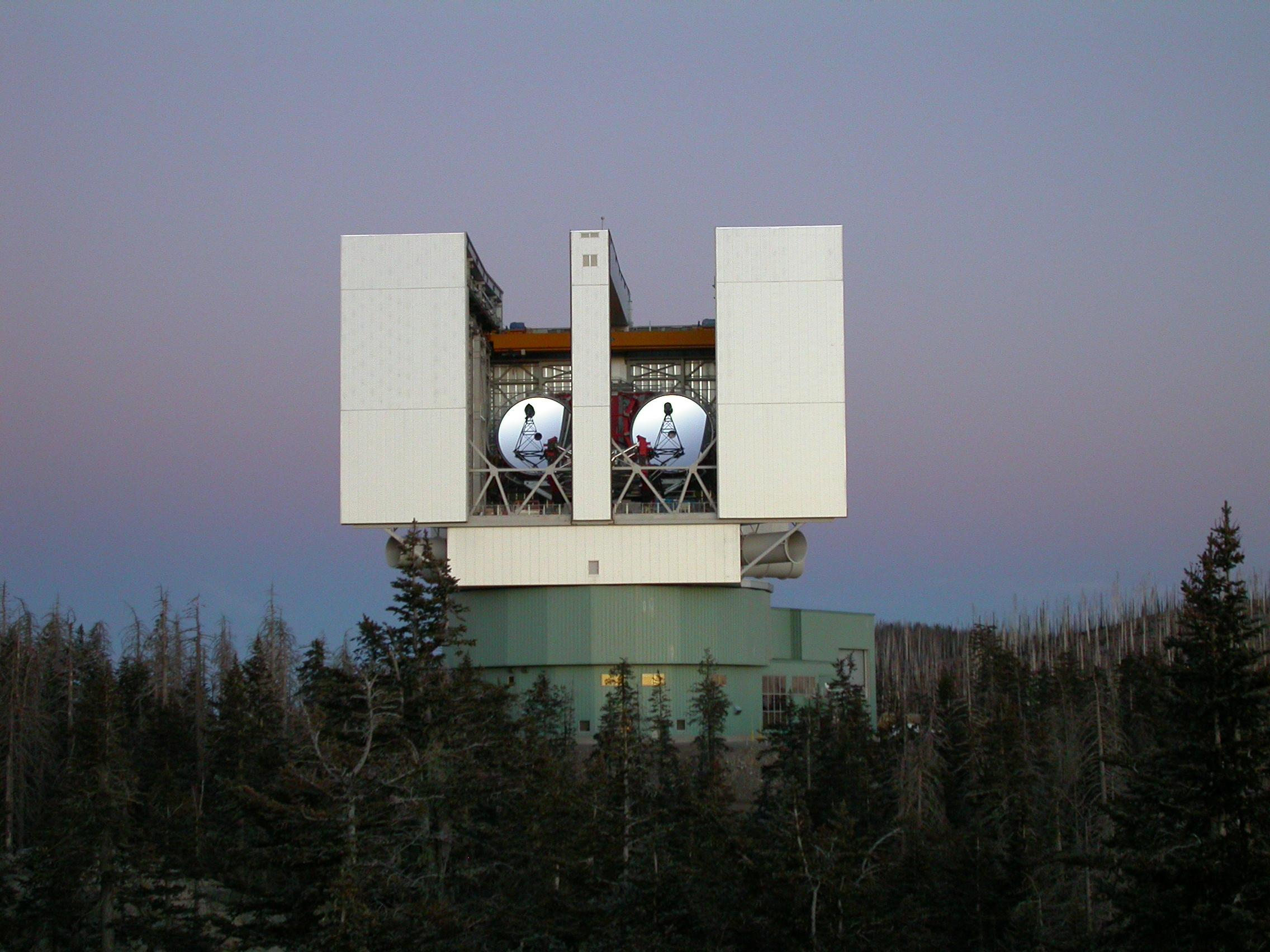
Large Binocular Telescope